# Жарколь (імені Габіта Мусрепова район)
Жарко́ль (каз. Жаркөл) — село у складі району імені Габіта Мусрепова Північноказахстанської області Казахстану. Входить до складу Шоптикольського сільського округу, раніше було центром ліквідованої Жаркольської сільської ради.
Населення — 59 осіб (2021; 201 у 2009, 684 у 1999, 907 у 1989).
Національний склад станом на 1989 рік:
- казахи — 67 %.